# Campeonato Turco de Voleibol Feminino de 2018–19
A Liga Turca de Voleibol Feminino de 2018-19 - Série A foi a 35ª edição desta competição organizada pela Federação Turca de Voleibol(FTV), por questões de patrocinadores chamada de "Vestel Venus Sultanlar Ligi". Participam do torneio doze equipes provenientes de cinco regiões turcas, ou seja, de Istambul (província), Bursa (província), Ancara (província),Aidim (província), Çanakkale (província).

## Equipes participantes
| Equipe                  | Cidade    | Última participação | Temporada 2017/2018 |
| ----------------------- | --------- | ------------------- | ------------------- |
| VakıfBank               | Istambul  | 2017-18             | 1º                  |
| Eczacıbaşı Vitra        | Istambul  | 2017-18             | 2º                  |
| Fenerbahçe Opet         | Istambul  | 2017-18             | 3º                  |
| Galatasaray             | Istambul  | 2017-18             | 4º                  |
| Beşiktaş                | Istambul  | 2017-18             | 6º                  |
| Nilüfer Bld.            | Bursa     | 2017-18             | 7º                  |
| Halkbank                | Ankara    | 2017-18             | 8º                  |
| Beylikdüzü              | Istambul  | 2017-18             | 9º                  |
| Çanakkale Bld.          | Çanakkale | 2017-18             | 11º                 |
| Türk Hava Yolları       | Istambul  | A2 2017-18          | 1º                  |
| Karayolları             | Ankara    | A2 2017-18          | 2º                  |
| Aydın B.Şehir Bld.[DIR] | Ankara    | A3 2015-16          | 11º                 |

Nota
DIR ^  Bursa Bld., quinto colocado na temporada passada, anunciou o fim das atividades, então o Aydın B.Şehir Bld. adquiriu os direitos do clube citado para participar desta edição

## Fase classificatória

### Classificação
- Vitória por 3 sets a 0 ou 3 a 1: 3 pontos para o vencedor;
- Vitória por 3 sets a 2: 2 pontos para o vencedor e 1 ponto para o perdedor.
- Não comparecimento, a equipe perde 2 pontos.
- Em caso de igualdade por pontos, os seguintes critérios servem como desempate: número de vitórias, média de sets e média de pontos.

|  |                                                       |
|  | Equipes classificadas para às quartas-de-final.       |
|  | Equipes que disputarão a permanência ou rebaixamento. |

|     |                    |     | Jogos | Jogos | Jogos | Resultados | Resultados | Resultados | Resultados | Resultados | Resultados | Sets | Sets | Sets  | Pontos | Pontos | Pontos |
| Pos | Equipe             | Pts | T     | V     | D     | 3–0        | 3–1        | 3–2        | 2–3        | 1–3        | 0–3        | V    | P    | R     | V      | P      | R      |
| --- | ------------------ | --- | ----- | ----- | ----- | ---------- | ---------- | ---------- | ---------- | ---------- | ---------- | ---- | ---- | ----- | ------ | ------ | ------ |
| 1   | Eczacıbaşı Vitra   | 62  | 22    | 21    | 1     | 15         | 5          | 1          | 0          | 0          | 1          | 63   | 10   | 6.300 | 1781   | 1346   | 1.323  |
| 2   | VakıfBank          | 60  | 22    | 21    | 1     | 16         | 2          | 3          | 0          | 1          | 0          | 64   | 11   | 5.818 | 1797   | 1405   | 1.279  |
| 3   | Fenerbahçe Opet    | 50  | 22    | 17    | 5     | 13         | 1          | 3          | 2          | 0          | 3          | 55   | 22   | 2.500 | 1835   | 1556   | 1.179  |
| 4   | Galatasaray        | 42  | 22    | 13    | 9     | 7          | 5          | 1          | 4          | 2          | 3          | 49   | 34   | 1.441 | 1886   | 1704   | 1.107  |
| 5   | Beşiktaş           | 33  | 22    | 10    | 12    | 3          | 5          | 2          | 5          | 2          | 5          | 42   | 45   | 0.933 | 1854   | 1908   | 0.972  |
| 6   | Türk Hava Yolları  | 34  | 22    | 12    | 10    | 5          | 5          | 2          | 0          | 1          | 9          | 37   | 39   | 0.949 | 1660   | 1713   | 0.969  |
| 7   | Nilüfer Bld.       | 30  | 22    | 12    | 10    | 3          | 3          | 6          | 0          | 4          | 6          | 40   | 45   | 0.889 | 1763   | 1858   | 0.949  |
| 8   | Beylikdüzü         | 29  | 22    | 10    | 12    | 2          | 6          | 2          | 1          | 5          | 6          | 37   | 46   | 0.804 | 1816   | 1847   | 0.983  |
| 9   | Karayolları SK     | 21  | 22    | 7     | 15    | 1          | 2          | 4          | 4          | 3          | 8          | 32   | 55   | 0.582 | 1758   | 1978   | 0.889  |
| 10  | Aydın B.Şehir Bld. | 21  | 22    | 6     | 16    | 5          | 0          | 1          | 4          | 6          | 6          | 32   | 50   | 0.640 | 1640   | 1839   | 0.892  |
| 11  | Çanakkale Bld.     | 11  | 22    | 3     | 19    | 1          | 1          | 1          | 3          | 4          | 12         | 19   | 60   | 0.317 | 1567   | 1872   | 0.837  |
| 12  | Halkbank           | 3   | 22    | 0     | 22    | 0          | 0          | 0          | 3          | 7          | 12         | 13   | 66   | 0.197 | 1582   | 1913   | 0.827  |

## Playoffs
|  | Quartas-de-final                 | Quartas-de-final                 | Quartas-de-final                 | Quartas-de-final                 | Quartas-de-final                 |   |                 | Semifinais               | Semifinais               | Semifinais               | Semifinais               | Semifinais               |                             |                             | Final                           | Final                           | Final                           | Final                           | Final                           |                             |                             |                             |                             |                             |
|  | 16 de março a 6 de abril de 2019 | 16 de março a 6 de abril de 2019 | 16 de março a 6 de abril de 2019 | 16 de março a 6 de abril de 2019 | 16 de março a 6 de abril de 2019 |   |                 | 10 a 17 de abril de 2019 | 10 a 17 de abril de 2019 | 10 a 17 de abril de 2019 | 10 a 17 de abril de 2019 | 10 a 17 de abril de 2019 |                             |                             | 24 de abril a 5 de maio de 2019 | 24 de abril a 5 de maio de 2019 | 24 de abril a 5 de maio de 2019 | 24 de abril a 5 de maio de 2019 | 24 de abril a 5 de maio de 2019 |                             |                             |                             |                             |                             |
|  |                                  |                                  |                                  |                                  |                                  |   |                 |                          |                          |                          |                          |                          |                             |                             |                                 |                                 |                                 |                                 |                                 |                             |                             |                             |                             |                             |
|  | 1º                               | Eczacıbaşı Vitra                 | 3                                | 3                                | -                                |   |                 |                          |                          |                          |                          |                          |                             |                             |                                 |                                 |                                 |                                 |                                 |                             |                             |                             |                             |                             |
|  | 8º                               | Beylikdüzü                       | 0                                | 0                                | -                                |   |                 |                          |                          |                          |                          |                          |                             |                             |                                 |                                 |                                 |                                 |                                 |                             |                             |                             |                             |                             |
|  | 8º                               | Beylikdüzü                       | 0                                | 0                                | -                                |   | 1º              | Eczacıbaşı Vitra         | 3                        | 3                        | -                        |                          |                             |                             |                                 |                                 |                                 |                                 |                                 |                             |                             |                             |                             |                             |
|  |                                  |                                  |                                  |                                  |                                  |   | 1º              | Eczacıbaşı Vitra         | 3                        | 3                        | -                        |                          |                             |                             |                                 |                                 |                                 |                                 |                                 |                             |                             |                             |                             |                             |
|  |                                  | 4º                               | Galatasaray                      | 0                                | 1                                | - |                 |                          |                          |                          |                          |                          |                             |                             |                                 |                                 |                                 |                                 |                                 |                             |                             |                             |                             |                             |
|  | 4º                               | 4º                               | Galatasaray                      | 0                                | 1                                | - | Galatasaray     | 3                        | 3                        | -                        |                          |                          |                             |                             |                                 |                                 |                                 |                                 |                                 |                             |                             |                             |                             |                             |
|  | 4º                               |                                  |                                  |                                  |                                  |   | Galatasaray     | 3                        | 3                        | -                        |                          |                          |                             |                             |                                 |                                 |                                 |                                 |                                 |                             |                             |                             |                             |                             |
|  | 5º                               | Beşiktaş                         | 1                                | 0                                | -                                |   |                 |                          |                          |                          |                          |                          |                             |                             |                                 |                                 |                                 |                                 |                                 |                             |                             |                             |                             |                             |
|  |                                  |                                  |                                  |                                  |                                  |   |                 |                          |                          |                          |                          |                          |                             |                             | 1º                              | Eczacıbaşı Vitra                | 3                               | 1                               | 1                               | 3                           | 0                           |                             |                             |                             |
|  |                                  |                                  | 2º                               | VakıfBank                        | 2                                | 3 | 3               | 2                        | 3                        |                          |                          |                          |                             |                             |                                 |                                 |                                 |                                 |                                 |                             |                             |                             |                             |                             |
|  | 2º                               | VakıfBank                        | 3                                | 3                                | -                                |   |                 |                          |                          |                          |                          |                          |                             |                             |                                 |                                 |                                 |                                 |                                 |                             |                             |                             |                             |                             |
|  | 7º                               | Nilüfer Bld.                     | 0                                | 0                                | -                                |   |                 |                          |                          |                          |                          |                          |                             |                             |                                 |                                 |                                 |                                 |                                 |                             |                             |                             |                             |                             |
|  | 7º                               | Nilüfer Bld.                     | 0                                | 0                                | -                                |   | 2º              | VakıfBank                | 3                        | 3                        | -                        |                          | Disputa pelo terceiro lugar | Disputa pelo terceiro lugar | Disputa pelo terceiro lugar     | Disputa pelo terceiro lugar     | Disputa pelo terceiro lugar     | Disputa pelo terceiro lugar     | Disputa pelo terceiro lugar     | Disputa pelo terceiro lugar | Disputa pelo terceiro lugar | Disputa pelo terceiro lugar | Disputa pelo terceiro lugar | Disputa pelo terceiro lugar |
|  |                                  |                                  |                                  |                                  |                                  |   | 2º              | VakıfBank                | 3                        | 3                        | -                        |                          | Disputa pelo terceiro lugar | Disputa pelo terceiro lugar | Disputa pelo terceiro lugar     | Disputa pelo terceiro lugar     | Disputa pelo terceiro lugar     | Disputa pelo terceiro lugar     | Disputa pelo terceiro lugar     | Disputa pelo terceiro lugar | Disputa pelo terceiro lugar | Disputa pelo terceiro lugar | Disputa pelo terceiro lugar | Disputa pelo terceiro lugar |
|  |                                  | 3º                               | Fenerbahçe Opet                  | 1                                | 1                                | - |                 |                          | 24 a 27 de abril de 2019 | 24 a 27 de abril de 2019 | 24 a 27 de abril de 2019 | 24 a 27 de abril de 2019 | 24 a 27 de abril de 2019    | 24 a 27 de abril de 2019    | 24 a 27 de abril de 2019        |                                 |                                 |                                 |                                 |                             |                             |                             |                             |                             |
|  | 3º                               | 3º                               | Fenerbahçe Opet                  | 1                                | 1                                | - | Fenerbahçe Opet | 3                        | 24 a 27 de abril de 2019 | 24 a 27 de abril de 2019 | 24 a 27 de abril de 2019 | 24 a 27 de abril de 2019 | 24 a 27 de abril de 2019    | 24 a 27 de abril de 2019    | 24 a 27 de abril de 2019        | 2                               | 3                               |                                 |                                 |                             |                             |                             |                             |                             |
|  | 3º                               |                                  |                                  |                                  |                                  |   | Fenerbahçe Opet | 3                        |                          |                          |                          |                          |                             |                             |                                 | 2                               | 3                               |                                 |                                 |                             |                             |                             |                             |                             |
|  | 6º                               | Türk Hava Yolları                | 0                                | 3                                | 0                                |   |                 |                          |                          |                          |                          |                          |                             |                             |                                 |                                 |                                 |                                 |                                 |                             |                             |                             |                             |                             |
|  |                                  |                                  |                                  |                                  |                                  |   |                 |                          |                          |                          |                          |                          |                             |                             | 4º                              | Galatasaray                     | 0                               | 0                               | -                               |                             |                             |                             |                             |                             |
|  |                                  |                                  |                                  |                                  |                                  |   |                 |                          |                          |                          |                          |                          |                             |                             | 3º                              | Fenerbahçe Opet                 | 3                               | 3                               | -                               |                             |                             |                             |                             |                             |

## Classificação 5–8 lugar
|  | Classificação 5–8 | Classificação 5–8 | Classificação 5–8 | Classificação 5–8 | Classificação 5–8 |  |  | Disputa de 5º lugar | Disputa de 5º lugar | Disputa de 5º lugar | Disputa de 5º lugar | Disputa de 5º lugar |
|  |                   |                   |                   |                   |                   |  |  |                     |                     |                     |                     |                     |
|  | 6º                | Türk Hava Yolları | 2                 | 3                 | 3                 |  |  |                     |                     |                     |                     |                     |
|  | 7º                | Nilüfer Bld.      | 3                 | 1                 | 0                 |  |  |                     |                     |                     |                     |                     |
|  |                   |                   |                   |                   |                   |  |  | 6º                  | Türk Hava Yolları   | 0                   | 1                   | -                   |
|  |                   |                   |                   |                   |                   |  |  | 8º                  | Beylikdüzü          | 3                   | 3                   | -                   |
|  | 5º                | Beşiktaş          | 0                 | 2                 | -                 |  |  |                     |                     |                     |                     |                     |
|  | 8º                | Beylikdüzü        | 3                 | 3                 | -                 |  |  | Disputa de 7º lugar | Disputa de 7º lugar | Disputa de 7º lugar | Disputa de 7º lugar | Disputa de 7º lugar |
|  |                   |                   |                   |                   |                   |  |  | 5º                  | Beşiktaş            | 1                   | 2                   | -                   |
|  |                   |                   |                   |                   |                   |  |  | 7º                  | Nilüfer Bld.        | 3                   | 3                   | -                   |

## Playout
|  |                                         |
|  | Equipes permanecem para Liga A1 2019-20 |
|  | Equipes rebaixadas.                     |

|     |                    |     | Jogos | Jogos | Jogos | Resultados | Resultados | Resultados | Resultados | Resultados | Resultados | Sets | Sets | Sets  | Pontos | Pontos | Pontos |
| Pos | Equipe             | Pts | T     | V     | D     | 3–0        | 3–1        | 3–2        | 2–3        | 1–3        | 0–3        | V    | P    | R     | V      | P      | R      |
| --- | ------------------ | --- | ----- | ----- | ----- | ---------- | ---------- | ---------- | ---------- | ---------- | ---------- | ---- | ---- | ----- | ------ | ------ | ------ |
| 9   | Karayolları        | 36  | 28    | 12    | 16    | 3          | 4          | 5          | 5          | 3          | 8          | 49   | 62   | 0.790 | 2306   | 2459   | 0.938  |
| 10  | Aydın B.Şehir Bld. | 30  | 28    | 9     | 19    | 5          | 2          | 2          | 5          | 7          | 7          | 44   | 63   | 0.698 | 2184   | 2374   | 0.920  |
| 11  | Çanakkale Bld.     | 20  | 28    | 6     | 22    | 2          | 2          | 2          | 4          | 6          | 12         | 32   | 72   | 0.444 | 2088   | 2395   | 0.872  |
| 12  | Halkbank SK        | 6   | 28    | 1     | 27    | 0          | 0          | 1          | 4          | 9          | 14         | 20   | 83   | 0.241 | 2067   | 2472   | 0.836  |

## Classificação final
| Posição           | Equipe             | Classificação                                              |
| ----------------- | ------------------ | ---------------------------------------------------------- |
| Medalha de ouro   | VakıfBank          | Liga dos Campeões da Europa de 2019-20 · Liga A1 2019/2020 |
| Medalha de prata  | Eczacıbaşı Vitra   | Liga dos Campeões da Europa de 2019-20 · Liga A1 2019/2020 |
| Medalha de bronze | Fenerbahçe Opet    | Liga dos Campeões da Europa de 2019-20 · Liga A1 2019/2020 |
| 4                 | Galatasaray        | Copa CEV de 2019-20 · Liga A1 2019/2020                    |
| 5                 | Beylikdüzü         | Challenge Cup de 2019-20 · Liga A1 2019/2020               |
| 6                 | Türk Hava Yolları  | Challenge Cup de 2019-20 · Liga A1 2019/2020               |
| 7                 | Nilüfer Bld.       | Liga A1 2019/2020                                          |
| 8                 | Beşiktaş           | Liga A1 2019/2020                                          |
| 9                 | Karayolları        | Liga A1 2019/2020                                          |
| 10                | Aydın B.Şehir Bld. | Liga A1 2019/2020                                          |
| 11                | Çanakkale Bld.     | Série A2 2020                                              |
| 12                | Halkbank           | Série A2 2020                                              |

## Premiações
| Liga Turca 2018-19                   |
| Turquia                              |
| ------------------------------------ |
| VakıfBank Campeão (11° título Turco) |

### Individuais
As atletas que se destacaram individualmente foram:
| MVP da Fase Final                | Zhu Ting         | VakıfBank        |
| Premiação Especial               | Merve Atlıer     | Eczacıbaşı Vitra |
| Melhor Central da Fase Final     | Kübra Akman      | VakıfBank        |
| Melhor Atacante da Fase Final    | Tijana Bošković  | Eczacıbaşı Vitra |
| Melhor Levantadora da Fase Final | Cansu Özbay      | VakıfBank        |
| Melhor Líbero da Fase Final      | Gizem Örge Güner | VakıfBank        |